# 波·迪德利
埃拉斯·欧萨·贝茨（英語：Ellas Otha Bates，1928年12月30日—2008年6月2日），艺名为波·迪德利（Bo Diddley），是一位美国节奏布鲁斯歌手、吉他手和词曲作者（署名通常为埃拉斯·麦克丹尼尔（Ellas McDaniel））。他是布鲁斯过渡到摇滚的关键人物，对很多后辈有深远的影响，包括、滚石乐队、埃里克·克莱普顿等等。他以技术创新闻名，比如他标志性的方形吉他。他创造的节拍型至今仍是嘻哈音樂、摇滚乐和流行乐的基石。迪德利于1987年进入摇滚名人堂。他也获得了格莱美终身成就奖。